# Соломон, Эндрю
Эндрю Соломон (англ. Andrew Solomon; 30 октября 1963, Нью-Йорк, США) — американский писатель, психолог, публицист, чьи работы посвященны таким сложным темам как депрессия, проблемам слабослышащих и глухих, а также политики по Афганистану и Ливии 
Наибольшую популярность получил написав книгу «Демон полуденный. Анатомия депрессии» (англ. The Noonday Demon: An Atlas of Depression).  Работа стала бестселлером, за что Эндрю Соломон получил в 2001 году Национальную книжную премию, а в 2002 году стал финалистом Пулицеровской премии, позднее книга вошла в список ста лучших книг десятилетия по мнению редакции The Times
В ноябре 2012 была опубликована другая книга Соломона, также ставшая бестселлером, «Далеко от яблони. Родители и дети в поисках своего «Я» (англ. Far From the Tree: Parents, Children, and the Search for Identity)». В ней писатель показывал как любовь помогала родителям справиться с физическими и психическими недостатками их детей, которых общество считало инвалидами или трудными 

## Биография
Эндрю Соломон родился 30 октября 1963 года в Нью-Йорке, Манхэттен. С его слов, из-за дислексии его не брали в школы, пока его не приняла директор школы Хораса Манна. Несмотря на то, что учителя сомневались в его способности читать и писать, сам Соломон хотел быть писателем, поэтому окончив школу с отличием (1981 год), поступил в Йельский университет, где продолжил изучение гуманитарных наук.
После окончания Йельского университета, Эндрю поступил в Колледж Иисуса, Кембридж.
В 1988 году ему было дано задание освятить для британского журнала один из нашумевших аукционов в СССР, Сотбис, результатом которого становится его книга про советский авангард в живописи времён гласности, «The Irony Tower. Советские художники во времена гласности» (1991, англ. The Irony Tower : Soviet Artists in a Time of Glasnost).
В 1994 году вышел его новый роман, на этот раз уже о психологических проблемах, — «Каменная лодка», (англ. A Stone Boat), в котором Соломон описывает, как изменяется личность человека под воздействием стресса, на примере молодого человека, гея, чья мама тяжело больна раком .

Вышедшая позднее, в 2001 году, книга «Демон полуденный», принесла Соломону мировую известность, а другая работа, «Далеко от дерева» (в русском переводе «Далеко от яблони. Родители и дети в поисках своего Я»),привлекло к Соломону многих людей, которые искали помощи. Практически сразу, прочитав книгу и интервью Эндрю с родственниками Дилана Клиболда, с Соломоном связался отец массового убийцы Адамы Лэнзы, который говорил, что хотел бы чтобы его сын не рождался, но при этом признавал, что все равно любит сына. В журнале The New Yorker была опубликована статья по итогам разговоров Эндрю с отцом и родственниками Лэнзы. Как вспоминала журналист газеты Guardian, Хэдли Фриман, Соломон обрисовал состояние отца массового убийцы как противоречивое:
Он любил своего ребенка, и он хотел, чтобы он никогда не рождался. Это была боль и амбивалентность, которыми он разговаривал со мной по данной истории

## Личная жизнь
Эндрю Соломон является открытым геем, как он сам говорил в интервью, что больше не желает лгать. Так он писал в «Демоне полуденном», что употреблял наркотики, была попытка  сексуального суррогатства с девушкой, а также суицидально-депрессивный период, и попытка зариться через незащищённый секс . Впоследствии Соломон познакомился с журналистом Джоном Хабичем вместе с которым воспитывает сына. Также у Соломона есть дочь.

## Демон полуденный. Анатомия депрессии
Вышедшая в 2001 году книга, посвященная депрессивным состояниям (издательство Scribner’s), в ней автор даёт свое видение данного состояния, которое заключается в отсутствии любви, одиночестве:
Депрессия – это недостаток любви. Чтобы быть существами, которые любят, мы должны быть существами, которые могут отчаиваться из-за того, что мы теряем, а депрессия является механизмом этого отчаяния. Когда оно приходит, оно унижает человека и, в конечном счете, затмевает его способность давать или получать любовь. Это проявленное одиночество внутри нас разрушает не только связь с другими, но и способность мирно побыть наедине с самим собой.
Джастин Саймон в Американском журнале психиатрии высоко оценил книгу, отметив, что Соломон проделал большую работу, опросив более 100 учёных, психиатров, а также самих больных, прочитав множество книг, также он отметил искренность автора с читателями.